# Velika Sestrica (Rivanj)
Koordinati:   44°11′08″N, 14°59′22″E
Velika Sestrica je majhen nenaseljen otoček v Jadranskem morju, ki pripada Hrvaški.
Velika Sestrica leži okoli 1 km zahodno od otoka Sestrunj v Zadarskem kanalu, ter okoli 0,5 km severozahodno od otočka Sr. Sestrica. Na Veliki Sestrici, ki ima izrazito nerazčlenjeno obalo, doseže najvišja točka višino 16 mnm. Otoček ima površino 0,188 km². Dolžina obalnega pasu je 1,85 km.